# Banque Cantonale du Jura
Banque Cantonale du Jura (BCJ, нем. Jurassische Kantonalbank, JKB) — кантональный банк кантона Юра, входит в систему кантональных банков. Банк был основан в 1979 году и имеет 12 филиалов по всей Швейцарии. Считается самым молодым кантональным банком в стране.
В 2022 году банк занял 58-е место в рейтинге крупнейших банков Швейцарии и 22-е место среди кантональных банков по совокупным активам и доле на рынке.

## История
Banque Cantonale du Jura (BCJ) был создан в 1979 году в соответствии с конституцией кантона Юра, как акционерное общество. 15 декабря 2008 поступило предложение об изменении закона о кантональном банке.
В 2015 году банк заплатил 970 тысяч долларов Министерству юстиции США за прекращение дела о содействии в уклонении от уплаты налогов. Было установлено, что в банке гражданами США было открыто 118 счетов на общую сумму около 10 млн долларов.

## Деятельность
Основной вид деятельности банка заключается в управлении частными и корпоративными счетами, включая счета для детей и взрослых, долгосрочные сберегательные счета и пенсионные счета, счета по активам и счета в швейцарские франки и евро в кантоне Юра.
Штаб-квартира банка находится в городе Поррантрюи.